# Yukio Mishima
Yukio Mishima (三島 由紀夫, Mishima Yukio) pseudonym for forfatteren Kimitake Hiraoka (平岡 公威, Hiraoka Kimitake, født 14. januar 1925, død 25. november 1970).  
Mishima var en japansk forfatter, lyriker, dramatiker, skuespiller og filminstruktør. Han betragtes som en af de mest betydningsfulde japanske forfattere i det 20. århundrede og blev flere gange indstillet som kandidat til Nobelprisen i litteratur dog uden at nå til listen af nominerede.
Mishimas avantgarde arbejde afspejlede en blanding af moderne og traditionel æstetik, der brød kulturelle barriere med et fokus på seksualitet, død samt politiske forandringer. Mishima interessede sig for japansk sværdkunst og var blandt andet trænet i Kendo
I dag bliver Mishima især husket for sit seppuku, - det rituelle selvmord traditionelt udført af samuraier - som del af en happening, hvor han sammen med fire andre kortvarigt besatte hovedkvarteret for det japanske forsvar.
Mishimas seppuku er blevet filmatiseret i filmen Yukoku (1966).